# روت تورانجيل 2022
روت تورانجيل 2022 هو سباق دراجات هوائية من فئة سباق يوم واحد، وهو الموسم العشرين من لا رو تورانجيل، وأقيم في 27 مارس 2022 ضمن سباقات طواف أوروبا للدراجات 2022، وشارك فيه 119 متسابقاً ووصل إلى نهايته 111 متسابقاً.
فاز بالمركز الأول ناصر بوهاني، وبالمركز الثاني بريان كوكار، وبالمركز الثالث Sandy Dujardin ‏.

## الفرق
| فرق عالمية (4)- AG2R Citroën Team - Cofidis - Groupama-FDJ - Intermarché-Wanty-Gobert Matériaux فرق برو (9)- بي آند بي هوتيلز 2022 ‏ - برجس بي إتش 2022 ‏ - كاجا رورال-سيغوروس 2022 ‏ - درون هوبر-أندروني جوكاتولي 2022 ‏ - Human Powered Health - سبورت فلاندرين بالويس 2022 ‏ - Arkéa-Samsic - TotalEnergies - أونو اكس برو سايكلنج تيم 2022 ‏ فرق قارية (5)- Van Rysel–Roubaix ‏ - Nice Métropole Côte d'Azur ‏ - سانت ميشيل-أوبير 93 2022 ‏ - سويس ريسينغ أكادمي 2022 ‏ - CIC U Nantes Atlantique ‏ |  |
| |  |

## التصنيف العام النهائي
| التصنيف العام         | التصنيف العام     | التصنيف العام | التصنيف العام            | التصنيف العام |
| العداء                | العداء            | البلد         | الفريق                   | الوقت         |
| --------------------- | ----------------- | ------------- | ------------------------ | ------------- |
| 1                     | ناصر بوهاني       | فرنسا         | اركيا سامسيك             | 4 س 39 د 03 ث |
| 2                     | بريان كوكار       | فرنسا         | Cofidis                  | + 0 ث         |
| 3                     | Sandy Dujardin ‏   | فرنسا         | TotalEnergies            | + 0 ث         |
| 4                     | توماس بودات       | فرنسا         | Van Rysel–Roubaix ‏       | + 0 ث         |
| 5                     | ساشا ويميس        | بلجيكا        | سبورت فلاندرين بالويس ‏   | + 0 ث         |
| 6                     | Bram Welten ‏      | هولندا        | Groupama-FDJ             | + 0 ث         |
| 7                     | كليمان فنتوريني   | فرنسا         | AG2R Citroën Team        | + 0 ث         |
| 8                     | لورينزو مانزين    | فرنسا         | TotalEnergies            | + 0 ث         |
| 9                     | Robin Froidevaux ‏ | سويسرا        | سويس ريسينغ أكادمي ‏      | + 0 ث         |
| 10                    | ايمانويل مورين    | فرنسا         | CIC U Nantes Atlantique ‏ | + 0 ث         |
| مصدر: ProCyclingStats |                   |               |                          |               |

## وصلات خارجية
- الموقع الرسمي
- لمحة عن سباق روت تورانجيل 2022 على موقع  ProCyclingStats   (برو  سايكلنج  ستاتس) - إحصاءات  محترفي  الدراجات.
- روت تورانجيل 2022 على موقع إحصائيات الدراجات الإحترافية (الإنجليزية)